# Curtiss Oriole
El Curtiss Oriole (Curtiss Model 17) fue un biplano estadounidense de tres asientos de uso general.

## Diseño
El fuselaje del Oriole fue construido utilizando madera laminada para formar una carrocería monocasco y estaba propulsado por los motores V-8 Curtiss OX-5 o Curtiss K-6. La aeronave presentaba un autoarranque y un delgado y alto radiador en el campo de visión del piloto.

## Historia operacional
Unas alas excedentes de Curtiss Oriole se vendieron a Harold Pitcairn para fabricar el primer avión de producción Pitcairn, el Pitcairn PA-3 Orowing.
Northwest Airlines fue fundada el 1 de agosto de 1926, volando un Curtiss Oriole y un biplano Thomas Morse en la ruta de correo aéreo CAM-9 de Minneapolis a Chicago.
El Almirante Byrd eligió un Curtiss Oriole como su avión de reserva para su Fokker en su expedición al Polo Norte. Uno fue enviado en el vapor Chantier en caso de que el Fokker no estuviera disponible.
El 109.° Escuadrón de Observación desplegó un Curtiss Oriole alquilado en 1921. El biplano voló a Washington D. C. para buscar financiación de la Guardia Aérea de Minnesota.
Un Curtiss Oriole fue vendido a la Aviación Naval Brasileña en 1926.
En Santa Cruz (Patagonia argentina), un viejo Curtiss Oriole estuvo entre los primeros aparatos utilizados como correo aéreo y de evacuación sanitaria, a comienzos de la década de 1930. Posteriormente, sería reemplazado por otros modelos como los Laté 25, Lockheed Vega y Junkers Ju 52.
La Línea Aérea de Syd Chaplin (hermano de Charlie Chaplin) usó Curtiss Oriole en su único año de operaciones en 1920.

## Variantes
Igor Sikorsky ofreció un kit para reemplazar las alas inferiores con un par más pequeño con menos soportes y alambres productores de resistencia. Un ejemplar con esta modificación y actualización con un Hispano-Suiza de 150 hp participó en las Carreras Aéreas Nacionales de 1927. Antes de las carreras, el motor se actualizó de nuevo a un Hispano-Suiza de 220 hp, que desbordó el sistema de refrigeración con virutas metálicas, lo que provocó que el avión abandonara la carrera.

## Supervivientes

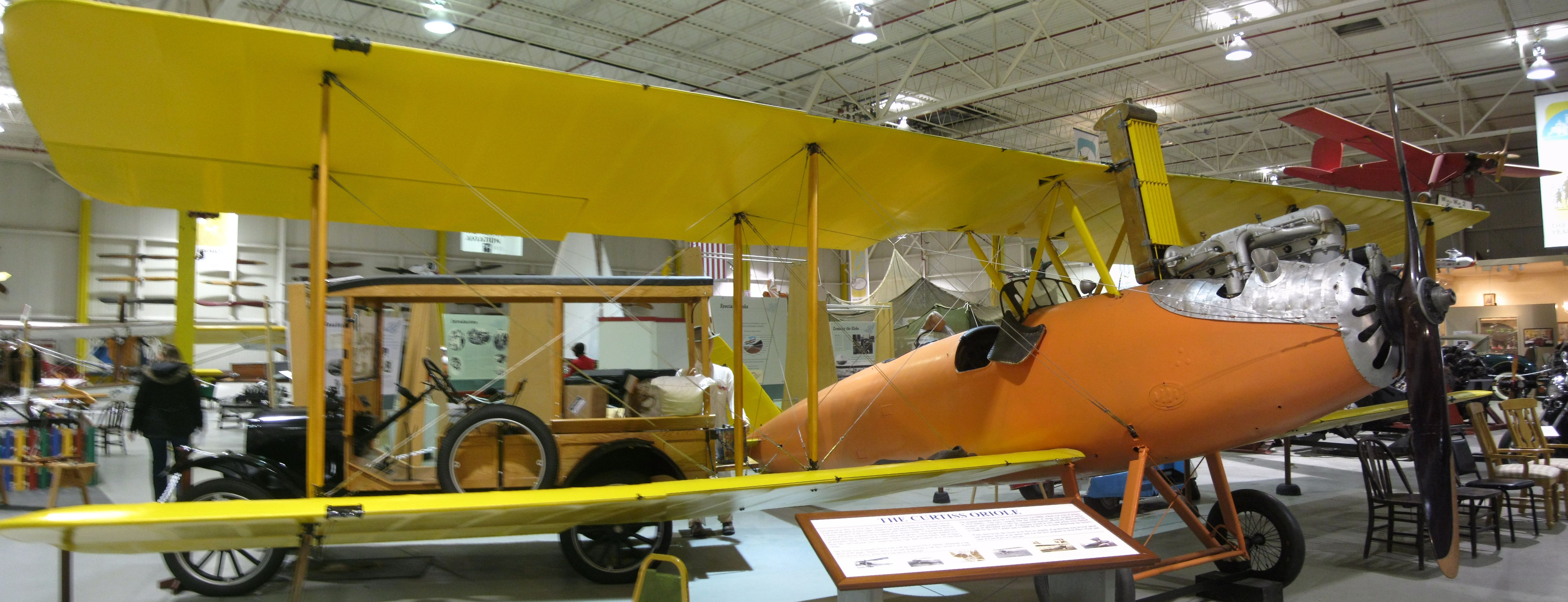
Un Oriole en exhibición en el Museo Glenn H. Curtiss en Hammondsport, Nueva York.

Un Curtiss Oriole se exhibe en el Museo Glenn H. Curtiss en Hammondsport, Nueva York, y otro se encuentra en exhibición permanente en el Museo de la Guardia Nacional Aérea de Minnesota. Hay un fuselaje en almacenamiento en el Museo Fantasy of Flight en Florida, y tres en almacenamiento en East Wenatchee, Washington, en el Century Aviation.

## Especificaciones (alas de envergadura corta, motor OX-5)
Referencia datos: Curtiss Aircraft 1907–1947

### Características generales
- Tripulación: Uno (piloto)
- Capacidad: Dos pasajeros
- Longitud: 7,6 m (25 ft)
- Envergadura: 11 m (36 ft)
- Altura: 3,1 m (10,1 ft)
- Superficie alar: 30,3 m² (326,2 ft²)
- Peso vacío: 648 kg (1428,2 lb)
- Peso cargado: 924 kg (2036,5 lb)
- Planta motriz: 1× motor lineal V-8 refrigerado por agua Curtiss OX-5.
  - Potencia: 67 kW (92 HP; 91 CV)

### Rendimiento
- Velocidad máxima operativa (Vno): 138 km/h (86 MPH; 75 kt)
- Velocidad crucero (Vc): 111 km/h (69 MPH; 60 kt)
- Alcance: 937 km (506 nmi; 582 mi)
- Techo de vuelo: 2400 m (7874 ft)
- Régimen de ascenso: 2 m/s (394 ft/min)

## Aeronaves relacionadas

### Secuencias de designación
- Secuencia Numérica (interna de Curtiss): ← 14 - 15 - 16 - 17 - 18 - 19 - 20 →
- Secuencia L-_ (interna de Curtiss): ← L-22 - L-41 - L-44 - L-72 - L-79 - L-85 - L-115 →